# Liannan
Liannan, även romaniserat Linnam är ett autonomt härad för yao-folket i Qingyuans stad på prefekturnivå i provinsen Guangdong i sydöstra Kina.
Liannan är indelat i sju köpingar (zhen).
- Damaishan (大麦山镇)
- Daping (大坪镇)
- Sanjiang (三江镇)
- Sanpai (三排镇)
- Woshui (涡水镇)
- Xiangping (香坪镇)
- Zhaigang (寨岗镇)